# روجر بالز
روجر بالز (بالإنجليزية: Roger Bales)‏ هو لاعب سنوكر بريطاني، ولد في 15 أغسطس 1948.